# Dryobates
Dryobates (лат.) — род птиц из семейства дятловых. Представители рода распространены в Европе, Азии, Северной и Центральной Америке. До 2015 года входящие в этот род виды включали в состав родов пёстрых дятлов (Dendrocopos) и трёхпалых дятлов (Picoides), однако по результатам молекулярно-филогенетического исследования они были переведены в восстановленный род Dryobates.

## Классификация
Род Dryobates был введён немецким натуралистом Фридрихом Бойе в 1826 году, а типовым видом был назначен пушистый дятел (Dryobates pubescens).
Название рода происходит от сложного слова δρυο-βάτης; от др.-греч. δρῦς (родительный падеж δρυός — «лес»), и -др.-греч. βάτης — «ходок».
В состав рода включают 6 видов:
| Самец | Самка | Научное название      | Русское название    | Распространение                                                        |
| ----- | ----- | --------------------- | ------------------- | ---------------------------------------------------------------------- |
|       |       | Dryobates nuttalli    | Нутталов дятел      | Калифорния и север Нижней Калифорнии (Мексика)                         |
|       |       | Dryobates scalaris    | Техасский дятел     | юго-запад США, Мексика и локально в Центральной Америке                |
|       |       | Dryobates pubescens   | Пушистый дятел      | Северная Америка                                                       |
|       |       | Dryobates cathpharius | Краснобрюхий дятел  | Бангладеш, Бутан, Китай, Индия, Лаос, Мьянма, Непал, Таиланд и Вьетнам |
|       |       | Dryobates pernyii     |                     | Мьянма, Лаос, Вьетнам, северный Китай                                  |
|       |       | Dryobates minor       | Малый пёстрый дятел | Европа                                                                 |